# Polycarpa ovata
Polycarpa ovata är en sjöpungsart som beskrevs av Pizon 1908. Polycarpa ovata ingår i släktet Polycarpa och familjen Styelidae. Inga underarter finns listade i Catalogue of Life.